# The Smiths
The Smiths var en brittisk pop-/rock-grupp, bildad 1982 i Manchester i England. Bandet bestod av den karismatiske sångaren Morrissey, gitarristen Johnny Marr, basisten Andy Rourke, Mike Joyce på trummor, samt Craig Gannon som under en kort tid ersatte Andy Rourke.
Gruppen spelade en form av popmusik som inte liknade mycket annat i det rådande musik-klimatet. Inspirationen kom snarast från 60- och 70-tals-grupper. Marr var den som stod för musiken vilken ofta byggde starka melodier uppbyggda av lager av gitarrslingor. Morrissey skrev bandets texter, som ofta var provokativa, fulla med litterära referenser och som handlade om allt från kriminalitet och samhällsförfall till trasig kärlek och trasiga människor. Morrissey gjorde även spektakulära uttalanden om bland annat politik och musikindustrin, vilket gav honom en stämpel som uppstudsig och udda. Han var, liksom Johnny Marr och Mike Joyce, vegetarian under The Smiths-tiden och påstod sig leva i celibat. Sedermera har både Morrissey och Marr blivit veganer. Gruppen blev en av de mest inflytelserika brittiska under 1980-talet.
Bandet slog igenom med singeln "Hand in Glove" 1983. The Smiths upplöstes 1987, då Morrissey och Johnny Marr inte längre kom överens.
Av bandets medlemmar är det Morrissey som med sina åtta studioalbum lyckats bäst på egen hand. Marr har efter splittringen spelat i The The, Electronic, varit frontfigur i Johnny Marr & the Healers (vars nutida existens är omtvistad), och numera medlem i Modest Mouse och The Cribs.
Deras musik har haft en stor inverkan på hela begreppet pop och då speciellt kanske för indiepopen och britpopen.

## Historia
Gruppen bildades i början av 1982 i Manchester av Morrissey (Steven Patrick Morrissey, men han använder inte sina förnamn) och Johnny Marr (egentligen John Maher, men han ändrade sitt namn för att undvika att bli förväxlad med The Buzzcocks trummis med samma namn). Morrissey var en arbetslös författare som hade bildat den brittiska fanklubben för gruppen New York Dolls. Marr var en skicklig gitarrist med en talang för att skriva musik. Marr skrev musiken till Morrisseys texter genom gruppens hela karriär. Mike Joyce rekryterades som trummis. Dale Hibbert spelade basgitarr i början och såg till att bandet kunde spela in demos i studion där han jobbade som ljudtekniker, men efter två spelningar ersatte Marrs vän Andy Rourke Hibbert.
Bandnamnets ursprung är okänt. Medlemmarna påstår att det är en reaktion emot namn som de ansåg vara pompösa och fjantiga, exempelvis Orchestral Manoeuvres in the Dark och Depeche Mode. Namnet anses också vara en hyllning till Patti Smith, en av Morrisseys idoler, eller David Smith som avslöjade morden i Moors. En annan teori till namnets ursprung, är att det är ett ironisk skämt för att ge bandet ett typiskt engelskt namn, eftersom alla medlemmar härstammar från Irland (jämför "Irish Blood, English Heart" från Morrisseys soloalbum You Are the Quarry). Johnny Marr har även sagt i en intervju att de kallades The Smiths på grund av att Morrissey bestämde det. Morrissey kommentar till det var att det var det mest vanliga namnet och han tyckte det var dags för de vanliga människorna att presentera sig.
På skivbolaget Rough Trade Records gav gruppen ut sin första singel, "Hand in Glove" 13 maj 1983 (låten sägs vara en av Morrisseys tidiga favoriter). Inspelningen, precis som alla följande singlar, hyllades av den legendariska discjockeyn John Peel. Uppföljarna "This Charming Man" och "What Difference Does It Make?" lyckades ännu bättre. Med hjälp av bra kritik i musikpressen och en serie av inspelningar för Peel och David Jensen på BBC Radio 1 började The Smiths samla på sig en hängiven skara anhängare. Morrisseys texter, på ytan deprimerande, var ofta fyllda med sarkastisk humor ("ett av de få band som lyckas få mig att skratta" sa Peel) och hans trånade texter om utanförskap fann sin publik bland missnöjda delar av ungdomskulturen som inte kände sig riktigt tillfreds med de synthesizerbaserade band som dominerade listorna.
Under de fem och ett halvt år som gruppen existerade gav de ut fyra studioalbum och ett stort antal singlar.
1986 sparkade bandet basisten Andy Rourke på grund av hans heroinmissbruk, men han fick komma tillbaka efter bara två veckor. Året därpå lämnade Marr bandet bland annat på grund av stridigheter, främst med Morrissey. Marr har också sagt att han lämnade bandet för sin familjs skull. The Smiths blev 2006 erbjudna fem miljoner dollar för att återförenas för endast en spelning på en festival i Kalifornien. Gruppen tackade nej till detta förslag med motiveringen "Det handlar inte om pengar" som Morrissey sa. Gruppen hade inte ens övervägt att tacka ja.

## Ikonografi
Gruppen hade en mycket distinkt visuell stil. Album och singlar pryddes med bilder på film- och popstjärnor, vanligtvis i tvåton, och var formgivna av Morrissey i samarbete med Rough Trades Jo Slee. Singlarna hade sällan någon annan text än bandets namn, och bandet syns inte på någon framsida på någon skiva. De personer som figurerade på framsidorna (så kallade "cover stars") visade på Morrisseys intressen. Det var kulturpersonligheter eller kultfilmsstjärnor (Jean Marais, Joe Dallesandro, Terence Stamp, James Dean med flera), människor från popkulturen i England på 1960-talet  (Viv Nicholson, Pat Phoenix, Yootha Joyce, Shelagh Delaney med flera), okända modeller från gamla filmer eller bilder från tidningar.
I kontrast till andra band på 1980-talet saknade The Smiths den exotiska stilen som var så typisk för new romantic-grupper som Spandau Ballet eller Duran Duran. De klädde sig istället i helt vanliga kläder, jeans och skjorta. Morrissey brukade ibland använda rekvisita, till exempel en hörapparat, glasögon med tjocka skalmar och mängder av blommor, till exempel påskliljor, ofta nedstoppade i bakfickan på byxorna. Idén med blommorna fick han efter en spelning på den beryktade popklubben The Hacienda i Manchester, då han tyckte den var både grå och tråkig och han ville då, med hjälp av blommor, göra lokalen trevligare.

## Diskografi

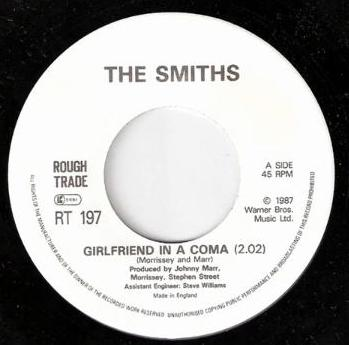
Singeln "Girlfriend in a Coma"

### Studioalbum
- 1984 – The Smiths
- 1985 – Meat Is Murder
- 1986 – The Queen Is Dead
- 1987 – Strangeways, Here We Come

### Samlings- och livealbum
- 1984 – Hatful of Hollow
- 1987 – The World Won't Listen
- 1987 – Louder Than Bombs
- 1988 – Rank (livealbum)
- 1992 – Best...I
- 1992 – Best...II
- 1995 – Singles
- 2001 – The Very Best of The Smiths

### Singlar och EP
| - "Hand in Glove" – 1983 - "This Charming Man" – 1983 - "What Difference Does It Make?" – 1984 - "Heaven Knows I'm Miserable Now" – 1984 - "William It Was Really Nothing" – 1984 - "How Soon Is Now?" – 1985 - "Shakespear's Sister" – 1985 - "That Joke Isn't Funny Anymore" – 1985 - "The Boy with the Thorn in His Side" – 1985 - "Bigmouth Strikes Again" – 1986 - "Panic" – 1986 | - "Ask" – 1986 - "Shoplifters of the World Unite" – 1987 - "Sheila Take a Bow" – 1987 - "Girlfriend in a Coma" – 1987 - "I Started Something I Couldn't Finish" – 1987 - "Last Night I Dreamt That Somebody Loved Me" – 1987 - The Peel Sessions, 18.5.83 (EP) – 1988 - "This Charming Man" (återutgåva) (UK #8) – 1992 - "There Is a Light That Never Goes Out" (UK #25) – 1992 - "How Soon Is Now?" – 1992 - "Sweet and Tender Hooligan" – 1995 |

### DVD och videor
- 1992 – The Complete Picture